# Inflazione

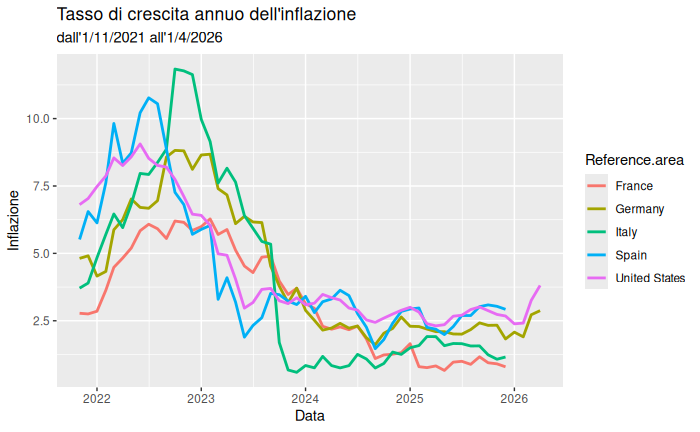
Fonte:

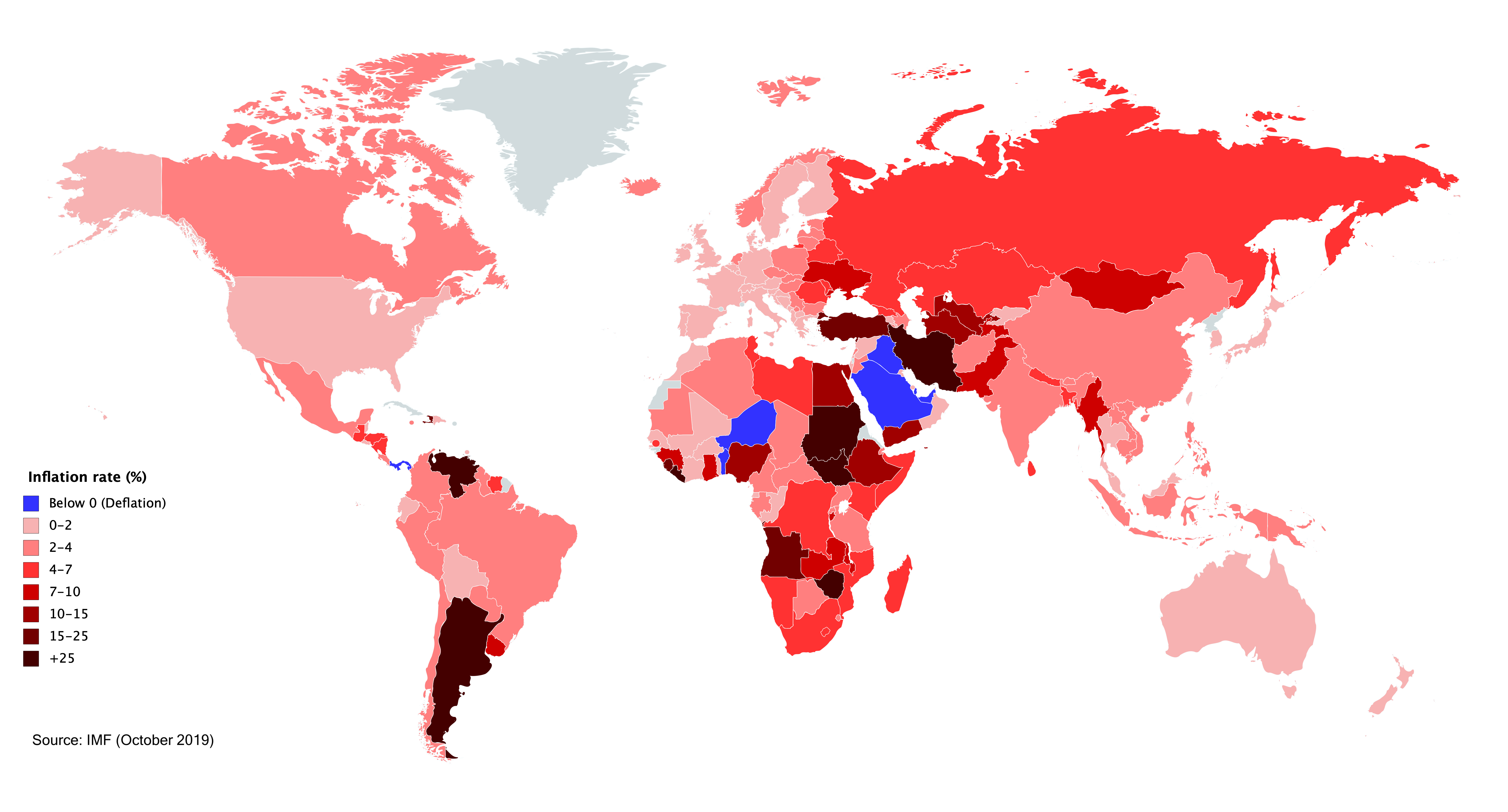
Tasso di inflazione nei diversi paesi nel 2019

Con inflazione (dal latino inflatio «enfiamento, gonfiatura», derivato da inflāre «gonfiare»), in economia, si indica l'aumento del livello generale dei prezzi di beni e servizi in un determinato periodo di tempo.
L'aumento dei prezzi riduce il potere d'acquisto della moneta: con lo stesso importo monetario si potranno cioè acquistare meno beni e servizi. L'inflazione, perciò, è anche un'erosione del potere di acquisto dei consumatori (a parità di altre condizioni, in particolare del livello dei redditi).

## Descrizione e cause

### Cause
L'inflazione può avere diverse cause, e non c'è completo accordo su quale sia quella che influisca di più. 
1. Una possibile causa è l'aumento dell'offerta di moneta in assenza di un corrispondente aumento della produzione. L'aumento dell'offerta di moneta stimola infatti la domanda di beni e servizi, facendo salire i prezzi.[6]
2. Secondo John Maynard Keynes l'inflazione dipende dalla domanda di beni, che può crescere a prescindere dalla quantità di moneta. La domanda può aumentare quando ci si trova in una situazione di piena occupazione, per la crescita dei salari,[6] oppure per l'aumento della spesa pubblica.[7][8] L'inflazione da domanda incoraggia la crescita economica poiché l'eccesso di domanda e le condizioni di mercato favorevoli stimoleranno gli investimenti e l'espansione.
3. Altre cause dell'inflazione sono l'aumento dei prezzi dei beni importati e l'aumento del costo dei fattori produttivi e dei beni intermedi.

### Effetti
Sul confronto con la deflazione, Keynes annota:
(John Maynard Keynes, Keynes, John Maynard, and Silvia Boba. Esortazioni e profezie. Il Saggiatore di A. Mondadori, 1968.)
Sul giudizio negativo in merito alla redistribuzione della ricchezza concordò anche l'economista Luigi Einaudi, che in più occasioni ha definito l'inflazione come "la più iniqua delle tasse" perché colpisce in maggiore misura le classi più deboli, in modo simile ad una tassa: a differenza delle tasse, però, essa non sarebbe deliberata da leggi e dunque violerebbe inoltre il buon principio americano "no taxation without representation". Tuttavia, l'imposizione di tasse (in particolare, le imposte dirette) ha tipicamente effetti deflazionistici sull'economia nazionale.
L'aumento del livello generale dei prezzi determina una perdita di potere d'acquisto della moneta: con la stessa quantità di denaro si può cioè acquistare una minore quantità di beni e servizi. A titolo esemplificativo, 1 lira italiana del 1861 (la lira coniata al momento della proclamazione del Regno d'Italia) equivale ad oltre 6 000 lire del 1999, ad oltre 3 euro del 2006 e 5,17 del 2012.
L'incremento del livello generale dei prezzi espresso in termini percentuali è il tasso d'inflazione. L'inflazione ha effetti positivi e negativi. L'attuale economia mainstream considera una quantità moderata di inflazione positiva. Ad esempio la Banca Centrale Europea si pone come obiettivo un'inflazione che non superi il 2%. Olivier Blanchard, capo economista del Fondo Monetario Internazionale ritiene che questo limite possa essere innalzato al 4% per garantire alla banca centrale più margine d'azione in caso di crisi. Non mancano scuole di pensiero economico che ritengano opportuna anche un'inflazione più alta almeno in talune situazioni, o altre che la ritengono in assoluto negativa. L'iperinflazione invece è unanimemente considerata in modo negativo.
L'inflazione comporta la perdita di valore del denaro accumulato, e un'inflazione imprevista comporta un trasferimento di ricchezza vantaggioso per i soggetti in posizione debitoria e svantaggioso per i soggetti in posizione creditoria. Ad esempio un'impresa o un singolo cittadino che abbia contratto un debito a tasso d'interesse nominale fisso è avvantaggiato da un aumento imprevisto dell'inflazione, se ad essa corrisponde anche un aumento nominale delle sue entrate. Avviene il contrario per la banca che ha concesso il mutuo, che ottiene indietro del denaro con un valore inferiore a quanto preventivato, oppure per un'impresa o un cittadino che abbia acquistato dei titoli di debito (ad esempio dei titoli di stato) che offrono un interesse reale minore di quello preventivato. Qualora invece l'inflazione sia stabile il creditore ne tiene conto nel momento in cui concede il prestito, includendo il recupero dell'inflazione nel tasso d'interesse nominale, in modo da avere un tasso d'interesse reale (al netto dell'inflazione) positivo.
Indicando con p(t) il livello generale dei prezzi, l'inflazione è la sua derivata logaritmica rispetto al tempo, ovvero la velocità con cui il livello medio dei prezzi cresce:
{\displaystyle i(t)={\frac {\frac {dp(t)}{dt}}{p(t)}}}
La derivata può essere positiva, negativa, raramente nulla. L'opposto dell'inflazione, cioè la diminuzione continuativa del livello generale dei prezzi, prende il nome di deflazione.

## Il calcolo dell'inflazione
La variazione del livello generale dei prezzi viene misurata in economia attraverso l'utilizzo di numeri indice.
In Italia il calcolo del numero indice dei prezzi al tempo t, assumendo come base il livello dei prezzi al tempo t-1 (ovvero, come spesso si usa dire, al tempo 1 con base il tempo 0), viene effettuato in tre fasi, l'ultima della quale si articola a sua volta in quattro sottofasi:
- costruzione del paniere: viene definito un insieme di beni, detto paniere, rappresentativo dei consumi finali delle famiglie;
- costruzione del campione di prezzi rilevati: si individuano circa 33.000 negozi in 85 capoluoghi di provincia e, per ciascuno di essi, si seleziona una sola "referenza" (la marca più venduta di ciascun prodotto) per circa 1.030 prodotti;
- costruzione dell'indice:
  - calcolo degli indici provinciali di prodotto: ciascuno di essi è una media geometrica degli indici semplici di prezzo (prezzo al tempo 1 diviso prezzo al tempo 0) rilevati presso ciascun negozio per ciascuna referenza;
  - calcolo degli indici regionali di prodotto: ciascuno di essi è una media degli indici di prezzo provinciali, ponderati secondo la popolazione (a ciascun indice provinciale viene attribuito un peso pari al rapporto tra popolazione della provincia e popolazione della regione);
  - calcolo degli indici nazionali di prodotto: ciascuno di essi è una media degli indici regionali, ponderata secondo i consumi (totale dei consumi finali nella regione diviso per il totale dei consumi finali nazionali);
  - calcolo dell'indice generale dei prezzi al consumo: è una media degli indici di prodotto, ponderata secondo il rapporto tra la spesa sostenuta al tempo 0 per un prodotto e il totale della spesa, sempre al tempo 0, per tutti i prodotti presenti nel paniere.

In sostanza, dopo aver calcolato gli indici nazionali di prezzo dei prodotti, si calcola il numero indice generale come segue:
{\displaystyle I={\frac {\sum _{i=1}^{n}I_{i}w_{i}}{\sum _{i=1}^{n}w_{i}}}}
dove:
- gli Ii sono indici di prezzo di prodotto, quindi rapporti tra il prezzo al tempo 1 e quello al tempo 0 per ciascun prodotto:

{\displaystyle I_{i}={\frac {p_{i1}}{p_{i0}}}}
- i pesi wi sono calcolati come segue:

{\displaystyle w_{i}={\frac {p_{i0}q_{i0}}{\sum _{i=1}^{n}p_{i0}q_{i0}}}}
Si ha quindi:
{\displaystyle I=\sum _{i=1}^{n}{\frac {p_{i1}}{p_{i0}}}w_{i}=\sum _{i=1}^{n}{\frac {p_{i1}}{p_{i0}}}{\frac {p_{i0}q_{i0}}{\sum _{i=1}^{n}p_{i0}q_{i0}}}={\frac {\sum _{i=1}^{n}p_{i1}q_{i0}}{\sum _{i=1}^{n}p_{i0}q_{i0}}}}
che è un indice di Laspeyres, normalmente moltiplicato per 100.
Il tasso d'inflazione non è altro che il tasso di crescita dei numeri indici dei prezzi così calcolati.
Fino al 1998 si usava l'indice di Laspeyres a base fissa, nel senso che il sistema dei pesi wi rilevato nell'anno scelto come base rimaneva in vigore per diversi anni successivi. Dal gennaio 1999 si usa invece l'indice di Laspeyres concatenato; si aggiornano quindi annualmente i pesi utilizzati nel calcolo, che sono ora costituiti dalle quote di spesa per ciascun bene o servizio sul totale della spesa delle famiglie come rilevate al dicembre dell'anno precedente. Si rivede inoltre periodicamente la composizione del paniere.
L'indice dei prezzi viene calcolato ogni mese e si distingue tra:
- tasso di inflazione congiunturale, che esprime la variazione rispetto al mese precedente; indicando con {\displaystyle I_{a:m}} l'indice dei prezzi del mese {\displaystyle m} dell'anno {\displaystyle a} rispetto al dicembre dell'anno precedente, si ha:{\displaystyle \left({\frac {I_{a:m}}{I_{a:m-1}}}-1\right)\cdot 100}
- tasso di inflazione tendenziale, che esprime la variazione rispetto allo stesso mese dell'anno precedente:{\displaystyle \left({\frac {I_{a:m}}{I_{a-1:m}}}-1\right)\cdot 100}
- tasso di inflazione annuale, che è la variazione della media dei dodici indici rispetto alla media dei dodici indici dell'anno precedente:{\displaystyle \left({\frac {\frac {\sum _{m=1}^{12}I_{a:m}}{12}}{\frac {\sum _{m=1}^{12}I_{a-1:m}}{12}}}-1\right)\cdot 100=\left({\frac {\sum _{m=1}^{12}I_{a:m}}{\sum _{m=1}^{12}I_{a-1:m}}}-1\right)\cdot 100}

Da notare che, essendo piuttosto improbabile che si verifichi una diminuzione del livello generale dei prezzi, l'indice rilevato a dicembre di un qualsiasi anno è in generale superiore alla media dei dodici indici dello stesso anno. Ciò comporta che un tasso di inflazione annuale comprenda una componente propria (la variazione verificatasi nell'anno) ed una componente acquisita, ereditata dall'anno precedente:
(ISTAT,  La dinamica dei prezzi al consumo. settembre 2008 (PDF). URL consultato il 24 ottobre 2008 (archiviato dall'url originale il 14 novembre 2010)., 14/10/2008, pag. 11)
In altri termini, supponendo che la media degli indici mensili dell'anno {\displaystyle a-1} sia pari a 1,02, che l'indice rilevato a dicembre dello stesso anno sia 1,03 e che non si rilevi alcun aumento dei prezzi nell'anno {\displaystyle a} rispetto al dicembre precedente, il livello dei prezzi nell'anno {\displaystyle a} sarebbe comunque superiore di 0,01 alla media degli indici mensili dell'anno precedente. Se quindi gli indici mensili dell'anno {\displaystyle a} restassero tutti al livello di dicembre dell'anno precedente, con tassi congiunturali tutti nulli, si avrebbe comunque un tasso annuo di inflazione non nullo, pari a:
Questo 0,98%, che non è altro che la variazione dell'indice di dicembre dell'anno precedente rispetto alla media di quell'anno, costituisce l'inflazione acquisita che ciascun anno eredita dal precedente.
Ad esempio, il tasso di inflazione del 2007 in Italia è stato pari all'1,8%, di cui 0,5% ereditato dal 2006 (differenza tra dicembre 2006 e media del 2006) e 1,3% dovuto alla dinamica dei prezzi verificatasi nel 2007.
Tutti i tassi citati vengono disaggregati dall'ISTAT in vario modo, calcolando tassi per singole categorie di beni e servizi (alimentari, comunicazioni, ecc.), per beni e servizi di diversa frequenza d'acquisto (alta, media, bassa), ecc. In particolare, si calcola una inflazione di fondo escludendo i prezzi ritenuti più volatili, quelli dei beni energetici e gli alimentari non lavorati.
L'ISTAT offre, peraltro, anche coefficienti per il calcolo del valore della moneta (quindi degli effetti dell'inflazione in generale) a partire dal 1861. Ad esempio, per calcolare che valore avrebbero oggi (nel 2006) 100 lire del 1937, si applica il coefficiente 1.646,8831 e si divide il risultato per 1 936,27, ottenendo 85,05 euro.

## L'inflazione nella storia economica

### Antichità
Nella storia antica sono numerosi i periodi inflativi.
Il primo di tali periodi storicamente attestati risale all'Antico Regno dell'Egitto ed al Periodo Sumero Tardo, intorno al 2100 a.C., ma ne ignoriamo le cause scatenanti (coincidenti con storici periodi di anarchia, la fine dell'Antico Regno egiziano ed il declino dei centri abitati Sumeri che crolleranno definitivamente nel 2002 a.C.).
Ancora durante il regno del "faraone eretico" Amenothep IV Akhenaton e dei suoi successori, si verifica il venir meno dello sfruttamento delle miniere nubiane (la Nubia, attuale Sudan, era ricca di miniere aurifere, tanto che il termine Nwb in antico egizio significava appunto "oro"). L'indebolimento del potere interno egizio di questo periodo si ripercosse sulla fuga centrifuga delle province lontane quali la Nubia, la Siria e la Palestina.
Un altro storicamente documentato periodo d'inflazione coincise con la scoperta delle miniere d'argento in Spagna lungo il Rio Tinto ed il fiume Guadalquivir ad opera dei Fenici, tra il 730 a.C. ed il 620 a.C., zona geografica coincidente con la mitica Tartesso. All'epoca, la Fenicia era sottomessa agli Assiri e l'importazione massiva in Medio Oriente di ingenti quantitativi d'argento provocò il crollo verticale del valore del metallo, tanto che la stessa Assiria dovette intervenire per impedire ulteriori importazioni di argento ispanico facendo presidiare i porti di Ugarit, Sidone, Tiro e Biblo.
Un altro episodio storico d'inflazione, sebbene più contenuto, accadde in Frigia sotto re Mida (regnante tra il 716 a.C. ed il 690 a.C.) il cui mitico tocco che trasformava tutto in oro riecheggia sia l'opulenza di quel popolo, che i danni provocati da un eccesso di ricchezza. Analogamente, un secolo dopo, in Lidia, il primo stato a battere moneta verso il 670 a.C., estraendo dal fiume Pattolo le sabbie aurifere che davano la preziosa lega naturale oro - argento detta "elettro", si verificò un episodio analogo sotto re Creso (regnante tra il 565 a.C. ed il 546 a.C.). Si noti che sia la Frigia, che la Lidia si trovano nell'attuale Turchia, che le due storiche regioni erano confinanti, ed anche la similitudine del termine greco "Hchriusos" ("oro") col nome del facoltoso sovrano lidio "Kroisos" ("Creso").
L'inflazione annua pari al 400 - 500 % funestava la vita quotidiana degli abitanti di Babilonia e del secondo impero babilonese tra il 580 a.C. ed il 538 a.C. (data della conquista della città ad opera del re di Persia, Ciro il Grande). Un'inflazione così elevata falcidiava i guadagni degli agricoltori e dei mercanti, così da spingere gli ultimi sovrani caldei a cercare d'impossessarsi dell'Arabia, in modo tale da "mitigare" il regime dei prezzi coi proventi delle spezie in transito lungo l'omonima "via delle spezie" in mano ai babilonesi nell'ultimo tratto, tra l'Oasi di Tabuk (ove vennero insediati anche coloni ebrei provenienti dalla Giudea conquistata e da Gerusalemme rasa al suolo nel 587 a.C. e lì rimasti fino alla conquista musulmana del 630 d.C.) e la città di Hegra. La mancata risoluzione dell'annoso problema dell'inflazione fu una delle cause della mancata partecipazione popolare alla difesa della città contro i persiani, come testimoniato da alcune tavolette d'argilla coeve.
Anche durante la Guerra del Peloponneso (431 - 404 a.C.) tra Atene e Sparta si verificò un periodo di grave inflazione associata a recessione a causa del perdurare della guerra che sottraeva artigiani ed agricoltori al lavoro ed al commercio. Con la definitiva vittoria spartana, al termine del trentennale conflitto, la città laconica si vide letteralmente sommersa di "civette" (dal conio rappresentato sulla dracma argentea ateniese del periodo), il che provocò il sovvertimento dell'economia spartana che, notoriamente, vietava l'utilizzo della moneta e la pratica del commercio.
Durante il periodo di decadenza dell'Impero Persiano, tra il 450 a.C. ed il 330 a.C. (data della sua definitiva caduta in mano macedone), le continue guerre intestine che vedevano contrapposti usurpatori all'interno della stessa famiglia regnante degli Achemenidi, nonché le rivolte autonomiste promosse da satrapi a governo delle varie province dell'impero costrinsero all'emissione di notevoli quantitativi di moneta locale (il Darico aureo che, all'inizio, valeva venti volte il potere d'acquisto della Dracma argentea ateniese) al fine di pagare gl'eserciti mercenari assoldati all'uopo.
Nel periodo di conquista dell'Impero Persiano da parte di Alessandro Magno (334 - 323 a.C.), le ingenti quantità di metalli preziosi sottratte ai paesi assoggettati e dirottati in Grecia, in Macedonia ed in Epiro determinarono un decremento del valore intrinseco dell'oro contenuto nel Darico persiano e dell'argento della Dracma greca.
Successivamente, durante il periodo passato alla storia col nome di "Ellenismo", si ebbe un'inflazione generalizzata a carico della "valuta franca" dell'epoca, la tetradracma greca, in séguito ad un'emissione incontrollata della stessa da parte dei vari regni in cui si frantumò l'impero di Alessandro Magno, ed anche a causa delle copie circolanti emesse da zecche non autorizzate in Nubia, Egitto meridionale e Sinai, Libia, India ed Arabia (questi paesi, pur non essendo parte dell'impero macedone, copiarono la moneta greca e la utilizzarono per i commerci ed il saldo delle partite correnti).
Un'inflazione molto grave si verificò durante il tardo periodo repubblicano nell'antica Roma quando lo Stato, per poter continuare a finanziare le campagne militari, alterò la lega metallica delle monete abbassando il titolo (la quantità) di metallo prezioso in esse contenuto.
Una situazione ancora peggiore si verificò tra il II secolo d.C. e la definitiva caduta dell'Impero romano d'Occidente, nel 476: durante il corso del basso impero, si verificarono alterazioni talmente marcate dei titoli di metallo prezioso che molti commercianti si rifiutarono di esser corrisposti in moneta per i beni posti in vendita ed anche molti militari preferirono il pagamento in natura per i servizi resi. Ad esempio, all'epoca del regno di Costantino I (312 - 337), l'asse bronzeo era ridotto a dimensioni pari ad 1/4 di quello repubblicano di trecento anni prima. Analoghe alterazioni subirono il denario argenteo ed il sesterzio argenteo e l'aureo. Costantino, per pagare i soldati, fu costretto a far coniare il solido aureo (da cui i termini in lingua italiana "soldo", "soldato", "assoldare", etc.): una moneta contenente un buon titolo aureo. Nella fattispecie, il cardine monetario dell'antica Roma era rappresentato dal Denario, una moneta che nel 218 a.C. conteneva 4,5 grammi d'argento puro ed era scambiato contro dieci assi di bronzo. Intorno al 120 a.C. era cambiato contro sedici assi di bronzo. Il contenuto argenteo del denario, verso il 210 s'era ulteriormente ridotto, giungendo a rappresentare soltanto lo 0,5% del peso della moneta. A ciò fece da contraltare un'impennata inflazionistica che raggiunse negl'anni il 1.000%. Per decreto, Diocleziano calmierò i prezzi facendo scendere l'inflazione al 100%. A quell'epoca 300, una libbra d'oro valeva 5.000 denari. Al tempo dell'ultimo imperatore, Romolo Augusto, ne valeva 20 milioni. Da Costantino in poi il denario perse praticamente ogni valore. Precedentemente, trent'anni prima, l'imperatore dalmata Diocleziano introdusse un paniere di beni calmierati (fu la prima esperienza del genere nella storia): beni di prima necessità che non potevano, per legge, aumentare di prezzo oltre una soglia fissata dall'autorità politica, col risultato che tali beni non vennero più ad esser reperibili sul mercato, a meno di non venire pagati a prezzi assai più elevati rispetto a quelli politicamente imposti (con la creazione, quindi, di un mercato nero). Negli ultimi decenni dell'impero, nessuno era disposto a svolgere la mansione di esattore delle tasse, mestiere un tempo assai remunerativo, tanto che si dovettero arruolare a forza funzionari statali adibendoli a tale mansione. Gli imperatori che svalutarono la moneta argentea furono Nerone, Caracalla, Marco Aurelio. Costantino abolì il Denario argenteo perché oramai privo di valore effettivo e sostituì all'Aureo il Solido. Ma l'Aureo conteneva 8,0 grammi d'oro fino, mentre il solido ne conteneva poco più della metà (circa 4,45 grammi). L'adulterazione del Solido ricalcò quella del Denario, tanto che gl'ultimi imperatori romani d'Occidente neppure coniarono più il solido, bensì il Tremisse, del valore di 1/3 di solido, in quanto conteneva non più di 1,72 grammi d'oro.

### Medioevo
Durante l'Alto Medioevo l'economia europea era un'economia di sussistenza, ove prevalevano l'autarchia ed il baratto. Con la riforma monetaria di Carlo Magno, attuata intorno al 770 - 780 d.C., venne introdotta la lira (dal termine latino libra, ovvero peso) sia come unità di misura (di peso) che come unità di conto: con tale "moneta virtuale", in un'epoca di grave indigenza e di povertà assai diffusa, si potevano comprare circa 47 appezzamenti di terreno.
Nel Basso Medioevo i Comuni italiani iniziarono a batter moneta aurea (il fiorino fiorentino, il genovino genovese, etc.), ed anche altri stati europei s'incamminarono su questa strada, basti ricordare il penny argenteo di Enrico II Plantageneto re d'Inghilterra. Ma iniziarono presto anche la contraffazione delle monete (si ricordi l'episodio di Mastro Adamo, citato da Dante nell'Inferno, che falsificò il fiorino fiorentino, sottraendo ben 3 carati d'oro puro al peso della moneta originale, che conteneva 24 carati), la tosatura (limatura) e l'adulterazione (alterazione del titolo aureo) con una conseguente ripresa dell'inflazione. Per coloro i quali alteravano la moneta - in qualsiasi modo e sotto qualsiasi forma - era prevista la pena di morte.

### Storia moderna
Il primo grande episodio inflativo della storia moderna avvenne sul finire del Cinquecento e condusse ad un rialzo generalizzato dei prezzi in Europa. Sulle cause che lo determinarono vi è un dibattito storiografico: secondo alcune fonti il motivo fu lo sfruttamento spagnolo dell'oro del Nuovo Mondo: in seguito alle depredazioni dei conquistadores a spese delle popolazioni Maya e Inca e all'estrazione mineraria dai giacimenti del Nuovo Mondo, le casse reali spagnole si trovarono a disporre di ingenti quantità di oro, argento e merci preziose che vennero riversate sui mercati europei sia per armare l'esercito e assoldare mercenari (il che rese la Spagna del XVI e XVII secolo la più grande potenza europea) sia da parte della corte e dei nobili per comprare (importati dalle altre nazioni europee) beni e servizi di ogni genere in tale quantità da causare una loro (relativa) scarsità. Altre fonti invece considerano superata tale teoria, addebitando la causa principale dell'inflazione all'aumento della popolazione verificatosi sul continente europeo nel medesimo periodo.
La più colossale truffa monetaria europea, che si tradusse nella totale perdita di valore della moneta francese, vide coinvolte numerose zecche che rifornivano l'Impero ottomano. A partire dal 1656, le donne ottomane di elevato lignaggio iniziarono ad ornarsi con orecchini, braccialetti e collane realizzate col Luigino argenteo francese. La moneta, inizialmente, veniva coniata dalla zecca di Parigi per re Luigi XIV a far data dal 1643. L'indubbia bellezza del conio francese colpì le donne musulmane, tanto che la richiesta della moneta francese crebbe a livelli esponenziali, in quanto a Costantinopoli (odierna Istanbul) le famiglie più facoltose erano disposte a pagare un prezzo anche del doppio rispetto al valore intrinseco della moneta, dato dal suo contenuto argenteo.
Di fronte alla possibilità di lauti guadagni, furono moltiplicate le zecche francesi autorizzate al conio della moneta, ma anche zecche site al di fuori dei confini francesi, in virtù di precedenti diritti acquisiti, iniziarono a batter moneta da esportazione, in primis le zecche di Genova e del Principato di Monaco, nel 1661. Nel frattempo, in Turchia, la quantità di luigini riversata fece sì che anche altri monili, a cominciare dagli anelli dei vari governatori, venissero realizzati coi luigini. L'inondazione di luigini però depauperò di argento le casse statali francesi, tanto che il re in persona dovette intervenire a bloccarne l'emissione e la commercializzazione nel 1667.
Nel frattempo, continuò la vendita di luigini "non ufficiali" contenenti metallo sempre più svilito per titolo argenteo, tanto che si sfiorò una crisi diplomatica tra Turchia e Francia. Infatti, il sultano turco emanò un decreto che - pena la morte - vietava l'importazione di luigini e così fecero pure Francia, Genova e Monaco che rischiavano di compromettere i propri commerci con gli ottomani, nel caso non avessero bloccato l'emissione di moneta ormai priva di valore. La circolazione di un quantitativo di monete eccessivo in Turchia provocò un'impennata del prezzo dei generi di prima necessità e il sultano dovette intervenire nuovamente, nel 1667 a sgonfiare la bolla speculativa mediante la requisizione e successiva fusione delle monete importate.
Dopo la Guerra d'indipendenza americana (1775 - 1783), la stampa di quantitativi di carta moneta al di fuori di qualsiasi controllo produsse una spirale inflazionistica tale per cui anche al giorno d'oggi, negli Stati Uniti, la locuzione "Non vale un Continentale" (dal nome del dollaro di allora detto "Dollaro Continentale" cartaceo) indica un oggetto di valore irrisorio. Nel 1791 il cambio tra Dollaro ed Oro fu fissato a 19,49 dollari per un'oncia troy (31,1034768 grammi) e per oltre un secolo rimase a quei livelli (nel 1834 fu portato a 20,67 dollari/oncia, un'inezia). La prima grave svalutazione della moneta americana avvenne col presidente Roosevelt, che fissò il nuovo cambio nel 1933 a 35,00 dollari per oncia, all'indomani della grave crisi borsistica di Wall Street del 1929. Il colpo di grazia al cambio della moneta statunitense e al sistema del "Gold Standard" avvenne la mattina del 15 agosto 1971, quando il presidente americano Richard Nixon abolì unilateralmente con effetto immediato e sine die il cambio fisso tra dollaro e oncia ("Smithsonian Agreement"). Cinquant'anni dopo, il 25 aprile 2021 il costo dell'oncia d'oro s'aggirava sui 1.483,62 dollari.
Durante la Rivoluzione francese, prima che Napoleone Bonaparte istituisse la banca centrale francese, la moneta semplicemente scomparve e venne sostituita da un titolo (una forma mista tra una cambiale e un titolo di stato) denominato "Assegnato" (1792) e garantito con le proprietà immobiliari confiscate alla nobiltà e al clero. A causa dell'eccesso di stampa, il valore dell'Assegnato, nel giro di pochi anni, colò a picco costringendo il governo a imporne il corso forzoso, per poi sopprimere del tutto tale forma di pagamento.

### Il Novecento

#### La Repubblica di Weimar (1922 - 1923)

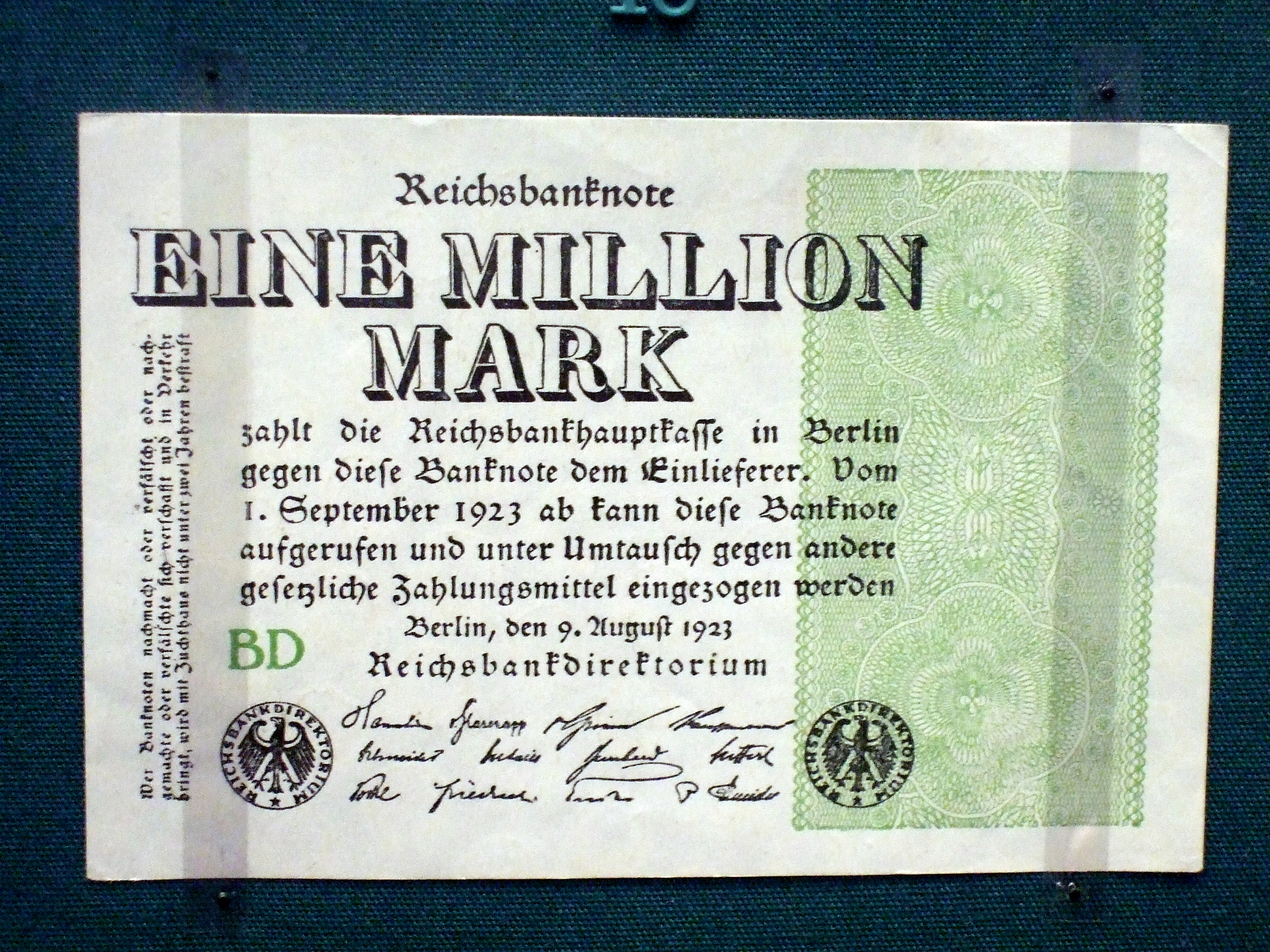
Banconota da un milione di marchi emessa dalla Repubblica di Weimar.

Un ulteriore famoso episodio inflazionistico si ebbe poco dopo la prima guerra mondiale in Germania, durante la Repubblica di Weimar, tra il 1919 ed il 1924: i pagamenti in ottemperanza all'ultimatum di Londra, che richiese la liquidazione di enormi risarcimenti per i danni di guerra in marchi oro, più il 26% delle esportazioni tedesche, innescarono una spirale perversa che portò ad una svalutazione del marco e ad un'inflazione a tassi stratosferici (iperinflazione). Salari e stipendi venivano pagati ogni giorno affinché il loro valore non venisse abbattuto a livelli tali da quasi azzerare, nei fatti, il loro valore. Tra il giugno e il dicembre del 1922, gli indici del costo della vita salirono di 16 volte. Nel 1923 i francobolli vennero a costare miliardi di Papiermark e per comprare un uovo occorreva una quantità notevole di carta moneta.
La spirale inflazionistica fece sì che la gente, appena veniva pagata, correva a comperare qualsiasi tipo di merce prima di trovarsi con denaro privo di valore reale in mano, aggravando così la scarsità di beni in circolazione. L'iperinflazione venne sconfitta con l'emissione di una nuova valuta, il Rentenmark, garantito dalle terre e dalle merci degl'industriali, poi sostituita dal Reichsmark con cambio paritario. L'iperinflazione di Weimar è spesso direttamente collegata con l'ascesa del Terzo Reich di Hitler, anche se l'iperinflazione fu sconfitta già nel 1924, quindi quasi dieci anni prima dell'avvento del nazismo.
Il 15 giugno 1939 il Governo tedesco approvò la Reichsbankgesetz, la legge di riforma che limitava l'autonomia decisionale della Banca Centrale e la vincolava ad eseguire le indicazioni di politica monetaria, che tornavano nei poteri dell'esecutivo. Il Consiglio di Amministrazione della Reichsbank reagì al provvedimento con le dimissioni in blocco, mentre il Giappone recepì la legge praticamente tale e quale nel suo ordinamento giuridico.
Nel secondo dopoguerra, la Reichsbank venne sostituita dalla Bundesbank e svincolata totalmente dal potere politico, in totale autonomia. Il marco tedesco divenne la moneta di riferimento europea, tanto che lo scellino austriaco, la corona danese ed il fiorino olandese vennero "agganciati" ad esso, ovvero legati da un rapporto di cambio fisso. Negli stessi anni in cui la Germania sperimenta l'iperinflazione, non va meglio in Austria, dove, nel 1922, essa raggiunge il 1.733% annuale, in Polonia, dove, nel 1923, essa raggiunge il 51.699%, in Russia, dove, nel 1923, essa raggiunge il 13.535%.

#### Ungheria (1927 - 1946)
Sempre nel ventennio tra il 1927 e il 1946 si ebbe un episodio iperinflattivo in Ungheria. In quel periodo era in circolazione una valuta, il pengő che iniziò rapidamente a svalutarsi per far fronte alle ingenti spese belliche a partire dal 1938. Dopo la seconda guerra mondiale il pengő soffrì il più alto tasso di iperinflazione mai registrato e perse di valore. Venne rivalutato, ma questo non fermò l'iperinflazione e i prezzi continuarono a salire fuori da ogni controllo, obbligando l'emissione di tagli di banconote sempre più alti e raggiungendo il massimo con la stampa di un biglietto da 1021(=1.000.000.000.000.000.000.000) pengő, che però non venne mai messo in circolazione. Il taglio più grosso messo in circolazione valeva 1x1020(=100.000.000.000.000.000.000) pengő. L'economia ungherese poteva essere stabilizzata solo con l'introduzione di una nuova valuta e quindi il 1º agosto 1946 venne introdotto il fiorino ungherese con un tasso di cambio di 4x1029 (=400.000.000.000.000.000.000.000.000.000) pengő.

#### Repubblica Sociale Italiana (1943 - 1945)
Anche in Italia si verificò un episodio iperinflattivo tra il 1943 e il 1945, durante il periodo della Repubblica Sociale Italiana (contestualmente nel Regno del Sud era stata introdotta la Am-lira dagli alleati). In quegli anni, oltre alla perdita di valore della moneta per le cause belliche, si dovettero pure reperire i fondi per il mantenimento delle truppe naziste d'occupazione. Nel 1944 l'inflazione annuale si attestò al 344,47% e raggiunse, nel mese di dicembre, la cifra record del 491,4%. Sempre nel 1944, in Grecia uno stipendio medio non arrivava a comprare un litro di latte, essendo l'inflazione del 3,02x1010 annuale.

#### Il secondo dopoguerra
Cronicamente affetti da iperinflazione furono i paesi latinoamericani nel quarantennio tra il 1950 e il 1990. Paesi un tempo prosperi s'impoverirono in modo drammatico: basti pensare al caso del Cile durante la presidenza di Salvador Allende, stremato dagli scioperi, con un'inflazione mensile del 120-140% tra il 1972 e il 1973. Anche l'Argentina, tra il 1983 (anno in cui la vecchia moneta, il peso, fu sostituita dall'austral e successivamente, nel 1991, ancorata al dollaro statunitense con un tasso di cambio sopravvalutato di 1:1) e il 2001 (anno in cui la nazione dovette annunciare il default, "fallimento"), si trovò in una situazione paradossale. Nel solo 1989 l'inflazione era del 200% mensile e del 5.000% annuale.
Ancora più emblematico è il caso del Brasile, dove l'inflazione ha praticamente da sempre accompagnato la storia nazionale. A causa dell'inflazione, al termine della Prima Repubblica (1889-1930) la valuta base non fu più il vecchio real, ma diventò inizialmente il mil réis (mille réis) e successivamente il conto de réis (un milione di réis). Nel 1930 il presidente democraticamente eletto, Getúlio Vargas, assunse poteri dittatoriali nel 1937 istituendo una concezione di stato corporativista ("Estado Novo") durato fino alla deposizione dello stesso Vargas nel 1945. Nel 1942 in Brasile venne introdotto il cruzeiro nuovo, suddiviso in 100 centavos e rimasto in circolazione fino al 1967, che sostituì il real a un tasso di 1 mil réis = 1 cruzeiro. Dopo un ulteriore quadriennio con Vargas alla guida del paese (1950-1954, anno del suo suicidio), un colpo di Stato militare, nel 1964 portò al governo una giunta militare. Nel frattempo l'inflazione galoppante divenne fuori controllo.
A seguito della crescente inflazione, nel 1967 il vecchio cruzeiro fu sostituito dal cruzeiro nuovo, a un tasso di 1 cruzeiro nuovo = 1 000 vecchi cruzeiro. Caduta la giunta dittatoriale a seguito d'imponenti manifestazioni di piazza a Rio de Janeiro e a San Paolo, nel 1984, il governo democratico, nel 1986, abolì la vecchia valuta ed il cruzeiro nuovo venne sostituito dal cruzado, al tasso di 1 000 cruzeiro nuovi = 1 cruzado. Nuovamente, nel 1989, il neonato cruzado fu sostituito dal cruzado nuovo, a un tasso di 1000 cruzado = 1 cruzado nuovo. E ancora, nel 1990, il Brasile tornò a utilizzare il nome cruzeiro per la propria valuta: il terzo cruzeiro sostituì alla pari il secondo cruzado. E quindi, il 1º agosto 1993 il terzo cruzeiro fu sostituito dal cruzeiro real con un tasso di svalutazione talmente repentino da imporre l'agganciamento della moneta brasiliana al dollaro statunitense. Nel 1994 il cruzeiro real fu sostituito dal secondo real al tasso di 1 real = 2 750 cruzeiro real.
Per quanto riguarda invece la Bolivia (paese che detiene il triste primato mondiale per numero di golpe), nel 1985 l'inflazione annuale s'assestò sull'11.750%. La fine della guerra civile in Nicaragua lasciò in eredità al paese (1987) un'inflazione del 13.109% annuale, mentre tre anni più tardi, il Perù sperimentò un tasso inflativo del 7.482%.
Il Messico tra il 1994 ed il 1995 subì una serie di attacchi speculativi finanziari contro la propria moneta, il peso, che si svalutò - in un anno - del 35% contro il dollaro statunitense. Soltanto lo stanziamento di aiuti monetari statunitensi, conseguenti al crollo dei profitti delle multinazionali statunitensi medesime, bloccarono la speculazione finanziaria e fecero riprendere la valuta messicana.
Dopo il 1991 con la fine del comunismo si è verificata, in Russia e nei paesi dell'Europa dell'Est, una situazione di rapida perdita di valore della moneta: in un mercato essenzialmente chiuso e privo di concorrenza, statalizzato e politicamente calmierato quale quello dell'Unione Sovietica e dei paesi satelliti, l'apertura al regime di libero mercato avvenuta tra il 1991 e il 1995, ha provocato in alcuni casi il ritorno al regime del baratto in natura ed il rifiuto del pagamento con le monete nazionali. La Russia si risollevò dal baratro finanziario soltanto con la nomina di Vladimir Putin a primo ministro, nel 1998. 
Da ricordare anche i casi della Serbia tra il 1987 e il 1994 e dell'iperinflazione dello Zimbabwe a partire dal 1984.

#### In Italia
In Italia, come nelle altre socialdemocrazie occidentali, durante il Novecento si è affermato oltre allo stato sociale anche il principio dell'intervento pubblico per la regolazione dei prezzi in molti settori.
Oltre a varie misure temporanee che si sono di volta in volta succedute nel corso del tempo, le più importanti e incisive sono state:
- La creazione dei Monopoli di Stato sin dal 1927 per il sale, i tabacchi, la lotteria (dagli anni '80-'90) e altro.
- Il Comitato interministeriale dei prezzi, che ebbe un ruolo quasi monopolistico nel fissare il prezzo di molti cibi fino agli anni '60 e che comunque svolse un ruolo importante fino alla sua soppressione nel 1992, in particolare durante il periodo di alta inflazione dovuta alla prima e seconda crisi energetica.
- L'introduzione della legge sull'equo canone nel 1978[16], che fissò il prezzo base al metro quadro per ogni immobile in Italia a 250.000 Lire per le regioni del nord e 225.000 Lire per quelle del sud. L'equo canone fu eliminato in due fasi nel 1992 (immobili residenziali) e nel 1998 (parzialmente per gli immobili commerciali).

## Il caso specifico dell'Antica Roma
Caso pressoché unico nell'evo antico, la reale perdita di valore della moneta romana, occorso nei secoli, è concretamente e tangibilmente evidenziabile dalla decurtazione del titolo (percentuale di metallo nobile rispetto al peso totale della moneta) nell'arco dei secoli. Quando - come nell'antichità - il valore nominale di una moneta era legata direttamente al titolo (percentuale) di metallo prezioso di cui era costituita la moneta stessa, costituiva reato da pena capitale non solo falsare il titolo (alterare la quantità di metallo prezioso presente), ma anche la tosatura (alterarne il peso, limandone i bordi e recuperando la polvere di metallo prezioso medesimo da riutilizzare). Ancor oggi molte unità monetarie ricordano, nel loro nome, il legame al peso del metallo prezioso di cui erano costituite. Basti ricordare la peseta spagnola, il peso argentino, la lira italiana - israeliana - turca, il pound (lira sterlina inglese), il punt irlandese, la dracma greca, ecc. Il termine "lira" è una deformazione del vocabolo latino "libra" ("bilancia"), così come il termine "statere" deriva dal greco "stadera" ("bilancia"), e "dracma" dalla quantità di grano che poteva esser contenuto in un pugno.
L'alterazione del titolo divenne la norma da parte dello stato romano a partire dal I secolo d.C. per fronteggiare le ingenti spese militari (stipendio dell'esercito ed acquisto di armi sempre più sofisticate), le spese dell'apparato burocratico - statale e le spese per i generi voluttuari (spezie, dall'Abissinia e dall'Arabia, seta dalla Cina, diamanti dall'India, corallo dalla Grecia, perle da Ceylon, alabastro dall'Egitto, porpora dalla Palestina e dalla Fenicia). La prima moneta di Roma fu l'aes grave (asse), corrispondente a circa 273 g di bronzo. Venne coniato per la prima volta nel 335 a.C. Prima di questa data circolavano dei lingotti di bronzo dal peso di circa 3 kg (aes rude). Quindi, da aes rude ad aes grave si verificò una svalutazione del titolo in bronzo anche se non fu avvertita dalla popolazione, ai fini pratici, vista la scarsità dei pagamenti in moneta (era più diffuso il baratto). Il peso dell'asse subì - nel corso dei decenni - varie alterazioni di peso, e, quindi, di titolo di bronzo. Aumentò da 237 g a 327 g quando, al posto della libra latina venne introdotta la libra romana, ma, successivamente, andò diminuendo progressivamente per effetto delle prime inflazioni.

## Cause dell'inflazione
Nello studio della macroeconomia, le cause del fenomeno vengono generalmente così individuate:
- Inflazione da domanda: un eccesso di domanda di beni e servizi rispetto all'offerta di beni e servizi provoca un aumento dei prezzi, se e fino a quando la produzione non riesce ad adeguarsi. È la spiegazione keynesiana.
- Inflazione da costi: l'aumento dei costi di produzione, in particolare delle materie prime e del lavoro, provoca la reazione delle imprese che aumentano i prezzi di vendita dei prodotti. In questa tipologia rientra un aumento dei profitti che meno che compensato dall'aumento dei costi delle materie prime.[18]
- Inflazione da eccesso di moneta: la teoria monetarista attribuisce l'inflazione all'espansione incontrollata dell'offerta di moneta da parte delle banche centrali.

### Inflazione da eccesso di moneta: la visione della scuola austriaca
(Ludwig von Mises)
Secondo la scuola austriaca il termine "inflazione" non significa aumento generalizzato dei prezzi, bensì aumento della massa monetaria in circolazione nel mercato. Per gli austriaci l'aumento dei prezzi è solo una delle conseguenze dell'inflazione monetaria, ossia quel processo creato da una politica monetaria espansionistica di una banca centrale, attraverso il quale più denaro in circolazione fa perdere di valore la moneta stessa, creando inevitabilmente un aumento generalizzato dei prezzi. Seguendo questo ragionamento si può comprendere perfettamente l'aumento dei prezzi nella zona euro e negli Stati Uniti come naturale conseguenza dell'aumento degli aggregati monetari, in particolar modo dell'indicatore M3.
Partendo da tali presupposti la scuola austriaca critica molto l'attuale sistema monetario basato sulla moneta legale arrivando a parlare di truffa, in quanto consegna ad organismi di diritto pubblico quali le banche centrali, il potere di inflazionare a piacimento una moneta, creando quindi perdita di potere d'acquisto, aumento dei prezzi e, a detta degli economisti austriaci, i cicli economici (tali aspetti sono sintetizzati nella teoria austriaca del ciclo economico). In opposizione a questo sistema, gli economisti che seguono la scuola austriaca propongono il ritorno ad un sistema di moneta merce, come, ad esempio, il sistema della parità aurea, o ad un sistema monetario dove ogni banca od ente finanziario sia libero di emettere privatamente la propria valuta in concorrenza con gli altri istituti finanziari.
(Thorsten Polleit)
La visione monetarista è avversata in particolare da quegli economisti che credono invece nell'endogeneità della moneta, ossia che l'offerta di moneta dipenda in realtà dal settore privato, dalle banche commerciali che concedono prestiti alle imprese. In tale prospettiva la banca centrale non ha un vero potere di controllare la quantità di moneta presente in un'economia.